# Concha Espina
Pour les articles homonymes, voir Espina.
Concha Espina, de son nom complet María de la Concepción Jesusa Basilisa Rodríguez-Espina y García-Tagle, est une femme de lettres espagnole, née le 15 avril 1869 à Santander en Espagne, et morte le 19 mai 1955 à Madrid.
Elle a été proposée vingt-cinq fois pour le prix Nobel de littérature en vingt-huit ans.

## Biographie

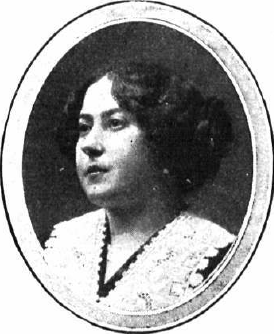
L'écrivaine Concha Espina, en 1912.

Le 14 mai 1888, elle publie pour la première fois dans El Atlántico de Santander en utilisant l'anagramme Ana Coe Snichp. En 1891, sa mère meurt. Le 12 janvier 1893, elle épouse à Santander Ramón de la Serna y Cueto. La peintre cubiste María Blanchard fait partie de sa famille et elle est la grand-mère du journaliste Jesús de la Serna.
En 1894, elle met au monde son premier enfant, Ramón, puis Victor en 1896. Au Chili, elle travaille dans des journaux chiliens et argentins.
En 1898, elle revient en Espagne avec sa famille.
Elle devient une écrivaine illustre de l'Espagne de la première moitié du 20e siècle. Elle est affiliée à la génération de 98 et au mouvement féministe des Sinsombrero. 
Sous la République, avec la nouvelle législation en faveur des femmes, elle peut se séparer de son mari en 1934.
Pendant la guerre d'Espagne, elle ne peut pas sortir de Santander, ville prise par les nationalistes en 1937. 
Elle commence à perdre la vue durant cette période. En 1940, elle devient aveugle, mais continue son œuvre littéraire malgré la dictature franquiste.

## Postérité
- Une avenue en son nom existe à Madrid ainsi qu'une station de métro.
- Sa sépulture se situe au cimetière de La Almudena, à Madrid[7].